# Paradermamoeba
Paradermamoeba – rodzaj ameb należących do supergrupy Amoebozoa w klasyfikacji Cavaliera-Smitha.
Należą tutaj następujące gatunki według Cavalier-Smitha:
- Paradermamoeba valamo Smirnov et Goodkov, 1993[2]
- Paradermamoeba levis Smirnov et Goodkov, 1994[2]